# Тепси (река)
Тепси (в верховье Лунтайттумаоя, фин. Luuntaittumaoja) — река в Финляндии и России, протекает по территории Лапландии (Салла) и Мурманской области (Кандалакшский, Ковдорский и Кольский районы). До устья Кундаса длина реки — 29 км, а площадь водосборного бассейна — 156 км².
Берёт начало в Финляндии с горы Янесвитсикот. Через 8 км пересекает государственную границу. Устье реки находится в 6,2 км по правому берегу реки Кундас. Картографы конца XX века считают устьем Тепси реку Гирвас.

## Данные водного реестра
По данным государственного водного реестра России относится к Баренцево-Беломорскому бассейновому округу, водохозяйственный участок реки — Тулома от истока до Верхнетуломского гидроузла, включая Нот-озеро. Речной бассейн реки — бассейны рек Кольского полуострова, впадает в Баренцево море.
Код объекта в государственном водном реестре — 02010000312101000001806.